# 스텝파더
《스텝파더》(영어: The Stepfather)는 미국에서 제작된 넬슨 매코믹 감독의 2009년 심리 공포 영화이다. 1987년에 개봉한 동명 영화의 리메이크작이다. 딜런 월시, 실라 워드, 펜 배질리, 앰버 허드, 존 테니 등이 출연하였고, 마크 모건 등이 제작에 참여하였다.

## 출연
- 딜런 월시
- 실라 워드
- 펜 배질리
- 앰버 허드
- 셰리 스트링필드
- 페이지 터코
- 존 테니
- 낸시 리너핸 찰스
- 마키스 해리스
- 브레이든 러매스터스
- 디어드러 러브조이
- 스카일러 새뮤얼스
- 제이슨 와일스

## 기타 제작진
- 공동 제작: 제이 다이크스
- 배역: 리사 런던, 캐서린 스트라우드
- 미술: 스티븐 J. 조던
- 세트: 줄리앤 게트먼
- 의상: 린 파울로